# Ервен Онженда
Ервен Онженда (фр. Hervin Ongenda, нар. 24 червня 1995, Париж) — французький футболіст, нападник клубу «Аполлон» (Лімасол).

## Клубна кар'єра

### «Парі Сен-Жермен»
Народився 24 червня 1995 року в місті Париж. Вихованець футбольної школи клубу «Парі Сен-Жермен». 
Дебютував у першій команді 6 січня 2013 року в матчі кубка Франції проти «Арраса» (4:3). 3 серпня 2013 року в матчі Суперкубка Франції проти «Бордо» нападник вийшов на заміну на 74-й хвилині зустрічі замість Хав'єра Пасторе і через 7 хвилин зрівняв рахунок у матчі, що завершився перемогою ПСЖ з рахунком 2:1, завдяки чому Онженда здобув свій перший трофей в клубі. Шість днів потому форвард вперше зіграв у Лізі 1, за 15 хвилин до кінця зустрічі з «Монпельє» (1:1) замінивши на полі Марко Верратті. Всього в тому сезоні 2013/14 Ервен зіграв у 6 матчах чемпіонату і одній кубковій грі та став з парижанами чемпіоном Франції та володарем Кубка французької ліги.
Влітку 2014 року, через високу конкуренцію в столичному клубі, Онженда був відданий в оренду на сезон в «Бастію», де зіграв у 16 матчах чемпіонату, а також трьох іграх кубку ліги, після чого повернувся в «Парі Сен-Жермен» влітку 2015 року.

## Виступи за збірні
2010 року дебютував у складі юнацької збірної Франції, взяв участь у 26 іграх на юнацькому рівні, відзначившись 10 забитими голами.
З 2013 року залучався до складу молодіжної збірної Франції. На молодіжному рівні зіграв в одному офіційному матчі.

## Статистика виступів

### Статистика клубних виступів
| Сезон             | Команда           | Чемпіонат         | Чемпіонат | Чемпіонат | Національний кубок | Національний кубок | Національний кубок | Континентальні кубки | Континентальні кубки | Континентальні кубки | Інші змагання | Інші змагання | Інші змагання | Усього | Усього |
| Сезон             | Команда           | Ліга              | Ігор      | Голів     | Ліга               | Ігор               | Голів              | Ліга                 | Ігор                 | Голів                | Ліга          | Ігор          | Голів         | Ігор   | Голів  |
| ----------------- | ----------------- | ----------------- | --------- | --------- | ------------------ | ------------------ | ------------------ | -------------------- | -------------------- | -------------------- | ------------- | ------------- | ------------- | ------ | ------ |
| 2012-13           | «Парі Сен-Жермен» | Л1                | 0         | 0         | КФ+КЛ              | 1+0                | 0                  | ЛЧ                   | —                    | —                    | —             | —             | —             | 1      | 0      |
| 2013-14           | «Парі Сен-Жермен» | Л1                | 6         | 0         | КФ+КЛ              | 1+0                | 0                  | ЛЧ                   | 0                    | 0                    | СФ            | 1             | 1             | 8      | 1      |
| 2014-15           | «Парі Сен-Жермен» | Л1                | 0         | 0         | КФ+КЛ              | 0                  | 0                  | ЛЧ                   | 0                    | 0                    | СФ            | 1             | 0             | 1      | 0      |
| Усього за кар'єру | Усього за кар'єру | Усього за кар'єру | 6         | 0         |                    | 2                  | 0                  |                      | 0                    | 0                    |               | 2             | 1             | 10     | 1      |

## Титули і досягнення
- Чемпіон Франції (3):

«Парі Сен-Жермен»: 2012-13, 2013-14, 2015-16
- Володар Суперкубка Франції (4):

«Парі Сен-Жермен»: 2013, 2014, 2015, 2016
- Володар Кубка французької ліги (2):

«Парі Сен-Жермен»: 2013-14, 2015-16
- Чемпіон Кіпру (1):

«Аполлон»: 2021-22
- Володар Суперкубка Кіпру (1):

«Аполлон»: 2022